# Máximo térmico del Paleoceno-Eoceno

La gráfica muestra la evolución del clima durante los últimos sesenta y cinco millones de años. El máximo térmico del Paleoceno-Eoceno está resaltado en rojo y probablemente se encuentra subestimado en un factor de entre 2 y 4 a causa de una estimación imprecisa en el muestreo de datos.

El máximo térmico del Paleoceno-Eoceno (MTPE, PETM en inglés), llamado también máximo térmico del Eoceno Inicial, o máximo térmico del Paleoceno Superior, fue un brusco cambio climático que marcó el fin del Paleoceno y el inicio del Eoceno, hace 55,8 millones de años. Se trata de uno de los períodos de cambio climático más significativos de la era Cenozoica, que alteró la circulación oceánica y la atmosférica, provocando la extinción de multitud de géneros de foraminíferos bentónicos, y causando grandes cambios en los mamíferos terrestres que marcaron la aparición de los linajes actuales.
En apenas 20 000 años, la temperatura media terrestre aumentó en 6 °C, con un correspondiente aumento del nivel del mar, así como un calentamiento de los océanos. A pesar de que el calentamiento pudo desencadenarse por multitud de causas, se cree que las principales fueron la intensa actividad volcánica y la liberación del metano que se encontraba almacenado en los clatratos de los sedimentos oceánicos, que liberó a la atmósfera grandes cantidades de carbono empobrecido en el isótopo carbono-13. Además, las concentraciones atmosféricas de CO2 aumentaron de forma significativa, perturbando su ciclo y causando la elevación de la lisoclina. La disminución del oxígeno disuelto en el agua marina, a la postre, provocó la mayoría de las extinciones marinas.

## Escenario

### Nombre
En un primer momento, y a falta de dataciones precisas, el MTPE se ubicó a finales del Paleoceno, denominándose Máximo Térmico del Paleoceno Superior (LPTM en inglés). Sin embargo, posteriormente, el nombre que adoptaron la mayoría de los textos fue el de Máximo Térmico del Paleoceno-Eoceno, ya que el límite entre ambas épocas fue definido oficialmente coincidiendo con el instante de mayor aumento de carbono-12, siendo este hecho la causa del suceso climático en cuestión. No obstante, en otras publicaciones creen más conveniente utilizar el nombre de Máximo Térmico del Eoceno Inicial, ya que las temperaturas máximas absolutas se alcanzan al inicio de este período, con posterioridad a la liberación de carbono-12 a la atmósfera.

### Escenario temporal
Teniendo en cuenta las incertidumbres en la datación radiométrica, el máximo térmico del Paleoceno-Eoceno tuvo lugar entre 55,8 y 55,0 millones de años antes de nuestra era. Duró aproximadamente 20 000 años, y vino precedido de un período más amplio de seis millones de años de calentamiento global gradual que se inició a mediados del Paleoceno, y llegó a su máxima expresión en el denominado «Óptimo Climático del Eoceno» (varios millones de años después del MTPE). Sin embargo, durante este período, existieron también varios eventos de enfriamiento, como el evento Elmo (Eocene Thermal Maximum 2).  Durante los primeros 10 000 años del MTPE, se estima que fueron liberadas en los océanos y en la atmósfera entre 1500 y 2000 gigatoneladas de carbono (–2 Gt/año), tasa de emisión cuatro veces menor que la emitida en 2005 por la actividad humana (7,8 Gt/año).

### Distribución de masas oceánicas y continentales
Durante el Eoceno, la situación de las tierras emergidas era distinta a la actual, debido a la deriva de los continentes. El istmo de Panamá no actuaba aún de puente entre América del Norte y América del Sur, por lo que existía una comunicación entre el océano Atlántico y el Pacífico. Por otra parte, el mar de Hoces se obstruyó, impidiendo el aislamiento térmico de la Antártida. Este hecho, junto con los altos niveles de CO2, sugiere que el planeta carecía de hielo, por aquel entonces, casi en su totalidad.

## Evidencias y cronología
La prueba más sólida para ratificar la existencia del cambio climático es proporcionada por la variación negativa en el registro del carbono-13, el isótopo más común del carbono, con una excursión negativa, súbita y pronunciada de entre –2 ‰ y –3 ‰. Esta inyección masiva de carbono empobrecido en carbono-13 implica la liberación de grandes cantidades de carbono-12, como mínimo 6800 gigatoneladas sobre la atmósfera y los océanos durante los 20 000 años que se prolongó.
La cronología de la disminución relativa de carbono-13 en el MTPE se ha calculado de dos maneras distintas, complementarias entre sí. La más importante de ellas es la ODP Core 690 (realizada en el mar de Weddell), pues el período está casi exclusivamente basado en este registro, aunque inicialmente fue calculado mediante una aproximación tomando en cuenta una tasa constante de sedimentación. Más tarde surgió otro modelo distinto, asumiendo que el flujo del helio-3 es constante, pues este isótopo del helio es producido por el Sol constantemente, y no hay razones para creer que se produjeran grandes cambios en las fluctuaciones del viento solar durante aquel breve período. Ambos modelos tienen sus carencias, pero coinciden en las cuestiones más importantes. Entre los puntos en los que coinciden, cabe destacar que ambos están de acuerdo en que la liberación del carbono se produjo en dos etapas, cada una con una duración aproximada de 1000 años, separadas por un período de unos 20 000 años. Los modelos divergen, sobre todo, en las estimaciones del tiempo de recuperación, que oscilan entre los 150 000 para el primero, y 30 000 años para el segundo modelo. Otras teorías sugieren que el calentamiento tuvo lugar 3000 años antes de la liberación del carbono-12, aunque las causas iniciales continúan siendo inciertas. Se han realizado estudios en el Pirineo español que confirman el aumento de CO2 durante el MTPE.

## Efectos

### Clima

Gráfico que muestra el registro de temperaturas del fondo oceánico. El máximo térmico del Paleoceno-Eoceno está representado mediante las siglas MTPE.

La temperatura media del planeta aumentó en 6 °C de forma drástica, en un período de apenas 20 000 años. Este cálculo se basa en los valores de magnesio/calcio y en la concentración del isótopo oxígeno-18, que es el recurso más utilizado para calcular temperaturas en el Eoceno, ya que debido al escaso hielo los cálculos ganan en seguridad, al permanecer constante la concentración de oxígeno-18 oceánico. Otros análisis, centrados en la composición de la flora, así como de la forma y tamaño de sus hojas, arrojan un resultado similar: aumento de 5 °C, además de revelar que, al inicio del MTPE, las precipitaciones fueron escasas pero que, con el tiempo, fueron aumentando progresivamente. Debido al ascenso de las temperaturas, los escasos hielos comenzaron a derretirse, provocando la reducción del albedo, lo que a su vez produjo un ascenso de las temperaturas en un proceso de retroalimentación positiva. Esto causó que el incremento de temperatura fuera mayor en los polos, alcanzando temperaturas medias anuales de entre 10 y 20 °C. El calentamiento del agua de la superficie del océano Ártico fue tal, que llegó a albergar formas de vida propias de los trópicos, como los dinoflagelados, alcanzando temperaturas mayores de 22 °C.
No solo aumentó la temperatura, sino que también lo hizo la humedad, debido al incremento de la tasa de evaporación, más acusada en los trópicos. Un isótopo del hidrógeno, el deuterio (2H), revela que esta humedad fue transportada hacia los polos, explicando así las intensas lluvias que tuvieron lugar en el océano Ártico.

### Océanos
Debido al escaso hielo, el nivel del mar ascendió significativamente debido al incremento de la temperatura. Prueba de ello es el desplazamiento de los palinomorfos (partículas del tamaño de un grano de polen) del océano Ártico, que reflejan una disminución de la materia orgánica terrestre en comparación con la materia orgánica marina.
A comienzos del MTPE, el patrón de la circulación oceánica cambió radicalmente en un período inferior a 5000 años. La dirección de la circulación se revirtió, causando por ejemplo que en el océano Atlántico la corriente del fondo fluyera desde el norte hacia el sur, cuando siempre había ocurrido a la inversa. Estos efectos perduraron, al menos, 40 000 años. Este cambio en el flujo de agua caliente a las profundidades oceánicas agravó el calentamiento. La composición química de los océanos también se vio alterada enormemente.
En varias partes de la mayoría de los océanos, especialmente en el norte del océano Atlántico, la bioturbación (la reexposición de material, generalmente tóxico, que se encuentra almacenado bajo los sedimentos) resultaba casi inexistente. Esto podría deberse al cambio de la circulación oceánica, que causó que el fondo oceánico aumentase su temperatura, y con ello que apenas albergara oxígeno (anoxia). Sin embargo, en algunos lugares de los océanos la bioturbación no cesó.
Otro efecto del MTPE sobre el medio oceánico fue la elevación del límite de la lisoclina. La lisoclina indica la profundidad a la cual se disuelve espontáneamente el carbonato en los océanos. Hoy en día, dicho límite se encuentra a 4 km por debajo de la superficie oceánica, cifra muy similar a la media de profundidad de los océanos. Esta profundidad depende, entre otros factores, de la temperatura y de la cantidad de CO2 disuelto, por lo que ambos factores elevaron la lisoclina cada vez más hacia la superficie oceánica, provocando la disolución de los carbonatos de las aguas profundas. Esta acidificación de las aguas profundas se puede observar en los estratos del suelo oceánico (si la bioturbación no ha sido especialmente activa, ya que en ese caso las pruebas se destruirían), pues muestra un cambio bastante acusado, pasando desde carbonatos con un color grisáceo, a carbonatos rojizos y arcillosos, para después volver de nuevo a los grisáceos. Estas evidencias se muestran mucho más claras en el norte del océano Atlántico que en cualquier otro, de lo que se deduce que la acidificación fue mucho más acusada allí. En algunas zonas del sureste del Atlántico la lisoclina llegó a elevarse 2 km en tan solo unos miles de años.

### Flora y fauna

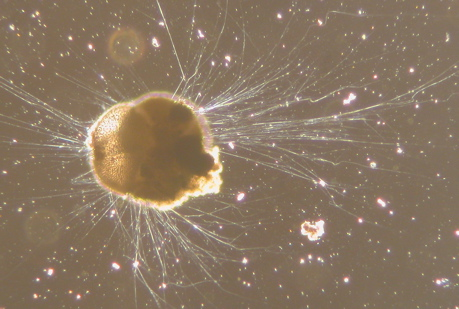
Vista al microscopio del foraminífero bentónico Ammonia tepida. Este grupo de organismos fue perjudicado durante el máximo térmico del Paleoceno-Eoceno.

El MTPE produjo la extinción del 35-50 % de los foraminíferos bentónicos en un lapso de 1000 años, porcentaje más elevado que en la extinción masiva del Cretácico-Terciario acontecida unos 10 millones de años antes. En contraposición, los foraminíferos planctónicos se diversificaron, y los dinoflagelados y mamíferos prosperaron. También cabe destacar el auge de las bacterias.
Es difícil dar una explicación de las extinciones de los organismos del fondo marino, ya que muchas de ellas fueron solamente regionales, afectando principalmente a aquellos distribuidos al norte del océano Atlántico. Esto significa que, al contrario que la temperatura, no se pueden formular hipótesis generales de la reducción del oxígeno, o de la corrosividad del carbono debido a los carbonatos insaturados de las profundidades oceánicas. El único factor global es el aumento de la temperatura, y parece que toda la culpa recae sobre este elemento. Las extinciones regionales del Atlántico norte son atribuidas, en general, al alto nivel de anoxia en las profundidades de sus aguas.
El incremento de los niveles de CO2 produjo una acidificación de las aguas superficiales, lo que resultó extremadamente nocivo para los corales. Se ha demostrado experimentalmente que también resulta muy perjudicial para el plancton calcáreo. Sin embargo, los ácidos usados en el laboratorio para simular el aumento natural de la acidez que resultarían del aumento de las concentraciones de CO2 podrían haber arrojado resultados engañosos. Prueba de ello son los cocolitóforos (al menos Emiliania huxleyi), los cuales se volvieron más abundantes en aguas acidificadas. Curiosamente, al nanoplancton calcáreo no se le atribuye ningún cambio en su distribución por la acidificación durante el MTPE, como sí ocurrió con los cocolitóforos. La acidificación, en cambio, dio lugar a un importante aumento de algas calcificadas, y también, aunque en menor medida, de foraminíferos calcáreos.
El aumento de los mamíferos es otro aspecto interesante. No se han hallado pruebas de ningún aumento en la tasa de extinción entre los organismos terrestres. Muchos de los principales órdenes de mamíferos, incluyendo los artiodáctilos, los caballos y los primates, surgieron rápidamente y se propagaron por todo el planeta entre 13 000 y 22 000 años después del inicio del MTPE. Esta diversificación y dispersión de los primates fue un aspecto clave para la evolución humana.

## Causas y teorías
Existen multitud de causas que pudieron provocar o intensificar el MTPE, por lo que resulta complicado averiguar claramente cuáles de ellas tuvieron mayor repercusión. Las temperaturas globales aumentaron a un ritmo constante en todo el planeta, provocando una serie de sucesos agravados por mecanismos de retroalimentación positiva. Para poder determinar estos factores, se ha recurrido al balance de masa del isótopo del carbono, pues el carbono puede variar su ciclo en períodos relativamente cortos. La concentración relativa de carbono-13 descendió entre –2 ‰ y –3 ‰, y analizando las reservas de carbono, se puede considerar qué masa de la reserva sería necesaria para producir el efecto. El único supuesto del que se parte es que la masa de carbono contenida tanto en la atmósfera como en los océanos durante el Paleógeno era la misma que la actual, algo que resulta verdaderamente difícil de confirmar.

### Actividad volcánica
Para que se produjera dicha perturbación en la concentración de carbono-13, según esta teoría los volcanes deberían haber expulsado cerca de 1500 gigatoneladas de carbono durante los dos períodos de 1000 años. Para una visión más comprensible de esta cifra: se trata de una tasa 200 veces superior a la del resto del Paleógeno, aunque dicha suma es improbable, pues no se han encontrado indicios de una actividad volcánica de tal magnitud en toda la historia de la Tierra. Sin embargo, cerca de un millón de años antes del MTPE, una importante actividad volcánica comenzó a asolar el este de Groenlandia, aunque por sí sola no puede explicar la rapidez con la que tuvo lugar el calentamiento. Incluso en el caso de que las 1500 gigatoneladas hubiesen sido expulsadas repentinamente de una sola vez, se necesitarían otros factores que hubiesen dado lugar a mecanismos de retroalimentación positiva para producir la alteración que se ha observado en el isótopo del carbono.
Por otra parte, se ha sugerido que los aumentos repentinos de la actividad volcánica estuvieron asociados a la actividad del rift continental oceánico, que expulsó magma caliente sobre los sedimentos ricos en carbono, lo que hubiera desencadenado la liberación del metano. Otras fases mucho más tardías de la actividad volcánica habrían causado la expulsión de mayor cantidad de gas metano, provocando otros períodos de calentamiento global durante el Eoceno, como el ETM2 (siglas inglesas de Máximo térmico del Eoceno 2, comúnmente evento Elmo).

### Liberación de gas metano

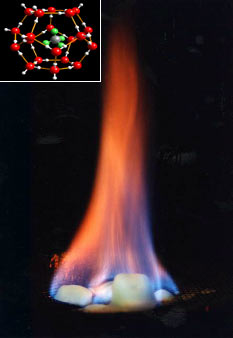
Clatratos de metano en plena combustión. En ella se produce agua y dióxido de carbono en abundantes cantidades, siendo con toda probabilidad una de las causas principales del MTPE.

Ninguna de las teorías permite explicar, por sí sola, la excursión del isótopo carbono-13 y el calentamiento que tuvo lugar durante el MTPE. El mecanismo de realimentación que pudo amplificar más la perturbación inicial fueron los clatratos, según la llamada hipótesis del fusil de clatratos. El metano, que se acumula de forma continua en los sedimentos de los fondos oceánicos debido a la descomposición orgánica, es estable en el agua; por encima de una presión determinada y a temperaturas bajas forma cúmulos en estado sólido. Si la temperatura se incrementa, la configuración deja de ser estable a una presión dada, y los clatratos se disocian, causando la liberación del gas metano a la atmósfera. Dado que los clatratos poseen un 60 ‰ menos de la concentración de carbono-13 con respecto a la de la atmósfera, pequeñas cantidades de estos materiales podrían producir grandes variaciones relativas de carbono-13. Además, el metano es un potente gas invernadero, unas ocho veces más eficaz que el dióxido de carbono, por lo que, al ser expulsado hacia la atmósfera, pudo causar un gran calentamiento global que, a su vez, calentara los océanos y diera lugar a más emisiones de metano, desestabilizando el sistema. Se ha calculado que el océano habría tardado unos 2300 años en alcanzar la temperatura que permitiera disociar los clatratos de su fondo, aunque este cálculo está basado en una serie de supuestos.
Para que esta hipótesis sea válida, los océanos deberían mostrar signos de calentamiento antes de la excursión del isótopo del carbono, pues el metano tarda un tiempo hasta que logra incorporarse a la atmósfera. Hasta hace relativamente poco tiempo, las pruebas mostraban que ambos picos eran simultáneos, restando apoyo a la teoría. Sin embargo, estudios recientes han logrado detectar un breve lapso de tiempo entre el calentamiento inicial y la disminución relativa de carbono-13. Algunos paleotermómetros, como el TEX86, también coinciden en que el calentamiento sucedió unos 3000 años antes de la disminución relativa del isótopo del carbono. Sin embargo, el agua oceánica más profunda no parece evidenciar este intervalo de tiempo.
Los análisis de estos registros revelan otro hecho interesante: los foraminíferos planctónicos grabaron pequeños cambios en los valores de los isótopos antes que los foraminíferos bentónicos, que habitan en los sedimentos de los océanos. Los caparazones de estos organismos recogen estas variaciones al oxidarse, por lo que una liberación gradual de gas metano en el fondo oceánico tendría que haber oxidado primero los caparazones de los foraminíferos bentónicos. El hecho de que los foraminíferos planctónicos fueran los primeros en mostrar estos signos de oxidación se debe a que el metano fue liberado tan rápidamente que su oxidación agotó todo el oxígeno del fondo oceánico, permitiendo que, después de esto, el metano alcanzase la atmósfera sin oxidarse, donde reaccionaría con el oxígeno atmosférico. De este análisis se deduce que el proceso de liberación del metano duró aproximadamente 10 000 años.

### Impacto de cometa

Las variaciones orbitales muestran la relación entre la excentricidad orbital (azul) y las temperaturas (negro). Una teoría propone esta relación como una de las causantes del MTPE.

Otra teoría afirma que un cometa rico en carbono-12 impactó sobre la superficie terrestre e inició el calentamiento global. Incluso suponiendo que el tamaño del cometa se encontrara en el límite para que la catástrofe no dejara huella sobre el planeta (según la teoría unos 10 km), y que después del suceso se produjeran procesos de retroalimentación, todavía serían necesarias 100 gigatoneladas de carbono extra que tendrían que provenir de actividades terrestres. Sin embargo, esta teoría todavía posee algunas cuestiones sin resolver y no explica al detalle todo lo acontecido. Según la teoría, el cometa habría causado la formación de una capa arcillosa de 9 metros de espesor tremendamente magnetizada, pero otras fuentes creen que esta capa se formó a un ritmo demasiado lento como para que fuera consecuencia del impacto, atribuyendo su creación a las bacterias, que prosperaron durante el calentamiento. Por otra parte, la anomalía del iridio (indicador fiable de impactos sobre el planeta) que se ha observado en España es demasiado reducida como para confirmar el impacto del cometa.

### Ciclos orbitales
Debido a la existencia de otros cambios climáticos de escala global, como el ETM2 (evento Elmo), se ha formulado la hipótesis de que estos cambios se repiten de forma regular, y que son consecuencia de las variaciones orbitales en la excentricidad de la órbita terrestre. La proximidad al Sol hizo que la radiación solar aumentase, y con ello la temperatura, traspasando así el umbral para dar rienda suelta a los diversos procesos de retroalimentación positiva.

### Quema de turba
Se llegó a postular una teoría que afirmaba que el MTPE fue provocado por la combustión de grandes cantidades de turba, un material orgánico rico en carbono. Sin embargo, para producir la disminución relativa de carbono-13 que tuvo lugar, sería necesario que se quemara el 90 % de la biomasa terrestre de aquel entonces. Dado que durante el MTPE las plantas crecieron desenfrenadamente, esta teoría ha quedado refutada.

## Período de recuperación
El registro del isótopo carbono-13 muestra un tiempo de recuperación de entre 30 000 y 150 000 años, un período relativamente corto si lo comparamos con la permanencia del carbono en la atmósfera actual (entre 100 000 y 200 000 años). Cualquier explicación satisfactoria de este rápido tiempo de recuperación debe incluir un efectivo mecanismo de retroalimentación.
El modo más probable de recuperación vendría dado por un incremento en la productividad biológica, transportando rápidamente el carbono hacia el fondo oceánico. Esto contaría con la ayuda de las altas temperaturas globales y con los altos niveles de CO2, así como con un incremento de los suministros de nutrientes (las altas temperaturas y las elevadas precipitaciones causarían una gran erosión continental, y la actividad volcánica pudo haber proporcionado más nutrientes). Una prueba del aumento de la productividad biológica podría ser el bario, sin embargo, el aumento de este elemento podría también deberse a la liberación del bario disuelto junto con el metano del fondo oceánico. Además, la diversificación evidencia que la productividad aumentó sobre todo en las zonas costeras, donde la flora marina permaneció caliente y fértil, contrarrestando la reducción de la productividad en los fondos oceánicos.

### En español
- Uriarte, Antón: «El Cenozoico.»
- «Máximo Térmico del Paleoceno-Eoceno (PETM)», Departamento de Física de la Tierra de la Universidad Complutense de Madrid (UCM).
- «El cambio climático prehistórico en los polos oscilaba mucho.» en Astroseti.

### En inglés
- «How global warming erupted 55m years ago.» Times Online
- Nadin, Elisabeth: «Global Fever.»
- Sluijs, Appy: «Global change during the Paleocene-Eocene thermal maximum.» Universidad de Utrecht
- Kirby, Alex: «North Pole "was once subtropical".» 7 de septiembre de 2004. BBC News
- «North Pole's ancient past holds clues about future global warming.» 31 de mayo de 2006. En PhysOrg.com.
- «New findings show a slow recovery from extreme global warming episode 55 million years ago.» 10 de junio de 2005. En PhysOrg.com
- Yulsman, Tom: «The Day the Sea Stood Still.» 9 de septiembre de 1998. The Washington Post

- Datos: Q55826